# Білоусов Микола Павлович
Мико́ла Па́влович Білоу́сов (Бєлоу́сов) (19 грудня 1947) — український галерист, колекціонер і фотограф. Співзасновник Галереї «НЮ АРТ».

## Біографія
Микола Павлович Білоусов народився 19 грудня[джерело?] 1947 (або 1948) року. За освітою — фізик, 1973 року закінчив фізико-технічний факультет Харківського державного університету імені О. М. Горького. Далі впродовж 1975—1995 років працював у київському НДІ «Оріон».
З 1996 року захопився антикваріатом. У 2008 році Білоусов став одним зі співзасновників галереї «НЮ АРТ» у Києві. Від 28 квітня 2011 року за указом тодішнього президента України Віктора Януковича став членом Ради з питань розвитку Національного культурно-мистецького та музейного комплексу «Мистецький арсенал». Співголовами ради стали колишній президент Віктор Ющенко та Михайло Кулиняк, а членами, крім ряду політичних діячів того часу, стали: директор Національного музею російського мистецтва Юрій Вакуленко, директор Львівської національної галереї мистецтв Борис Візницький і директор Інституту літератури імені Т.Г.Шевченка НАН України Микола Жулинський. Також він співпрацює з Інститутом колекціонерства українських мистецьких пам’яток при НТШ.

## Колекціонування
Відомо, що Микола Білоусов колекціонує роботи українських митців. Приміром, роботи закарпатського художника Адальберта Ерделі. За його словами, купуючи багато років тому першу роботу Ерделі, мало знав про художника, але був вражений його мальовничою манерою, а вивчивши творчість майстра, почав пристрасно колекціонувати його твори. Пізніше Білоусов відкрив персональну виставку закарпатського майстра. Серед інших українських митців, чиї роботи виставляються у галереї «НЮ АРТ» були: Сергій Шишко, Микола Глущенко, Іван Труш та багато інших.

## Фотографія
З 2018 року під час щоденних прогулянок Микола Білоусов кілька хвилин приділяє художній фотографії. Він фіксує несподівані або цікаві моменти із життя природи, роблячи знімки на iPhone без ретуші І це не постановочні кадри, а фіксація несподіваних чи цікавих моментів. З цього народився новий мистецький проєкт і відбулося декілька персональних виставок у Києві.
Впродовж 25 жовтня — 2 листопада 2019 року в галереї НЮ АРТ проходила перша персональна фотовиставка Миколи Білоусова, присвячена пошукам фракталів в оточуючому світі, а з 10 по 25 липня 2020 року в галереї НЮ АРТ експонувалася друга персональна виставка фотографій Миколи Білоусова. В експозиції були представлені роботи, що продовжували теми попередньої виставки («Кора», «Хмарки», «Гілки», «Маріїнський парк» тощо), а також нова експериментальна серія фоторобіт «Герхард Ріхтер».
Влітку 2022 року у Львові на базі місцевого історичного музею відбулася виставка робіт Білоусова в Італійському подвір'ї Кам'яниці Корнякта під назвою «CARPE DIEM» (Схоплена мить)..